# Federico Del Prete

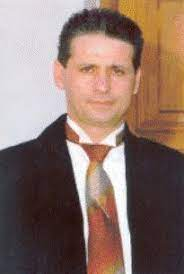
Federico Del Prete

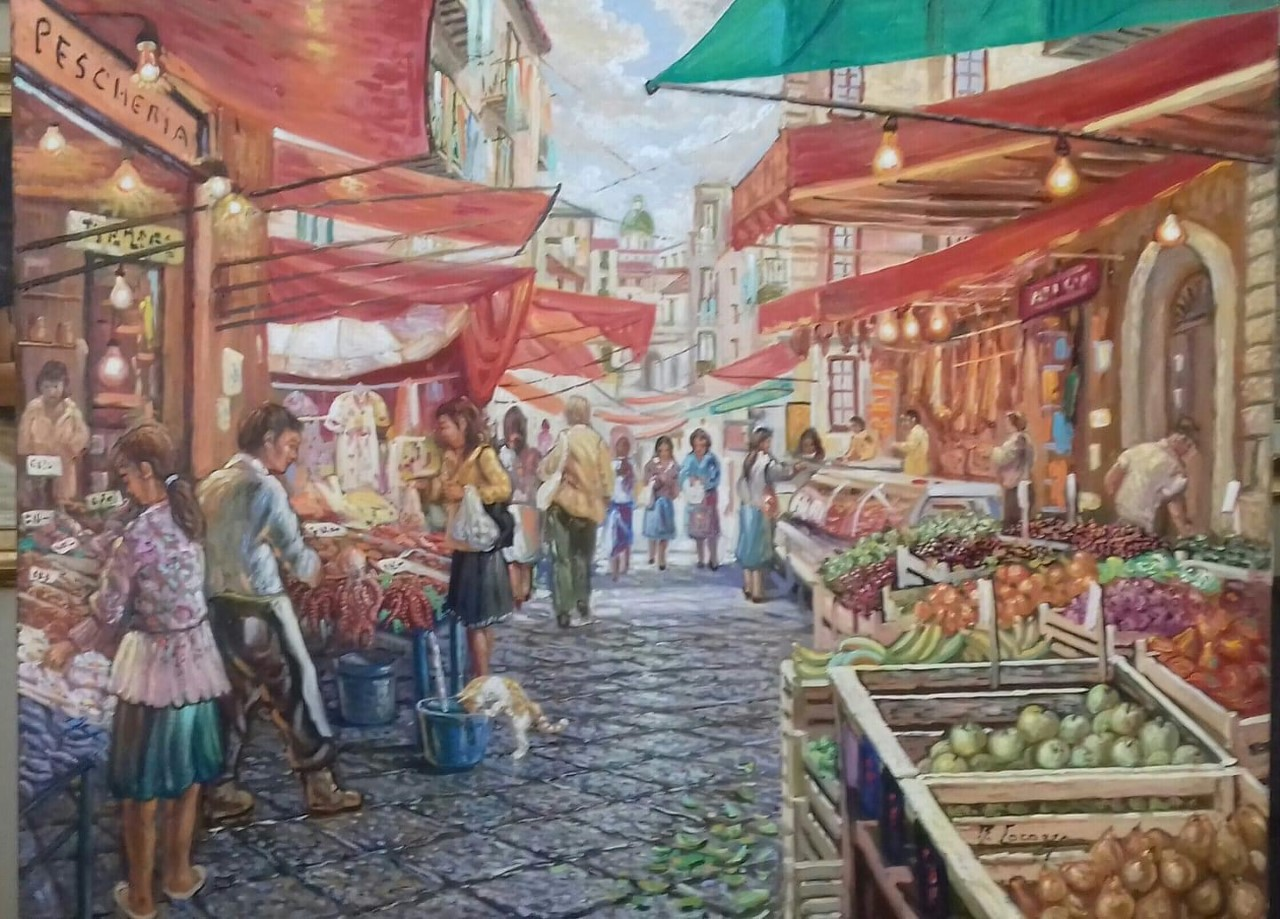
Olio su tela dell'artista Renato Cocozza Al mercato realizzata per commemorare Federico Del Prete.

Federico Del Prete (Frattamaggiore, 14 settembre 1957 – Casal di Principe, 18 febbraio 2002) è stato un sindacalista italiano ucciso dalla camorra, medaglia d'oro al valor civile.

## Biografia
La storia di Del Prete, sindacalista dello S.N.A.A. (Sindacato Nazionale Ambulanti), si snoda nel contesto della mafia casertana, nello specifico, il clan dei Casalesi, dedita alle estorsioni nei mercati rionali e all'imposizione attraverso subdoli metodi di mercato, delle buste di plastica, che venivano offerte settimanalmente al prezzo di cinque euro al chilo, quando poi alla fonte costavano appena un euro e ventitré centesimi.
In special modo egli operava in un settore particolarmente delicato, in cui attraverso i suoi iscritti e attraverso la sua attività di denuncia, come numerosi esposti da lui firmati lo dimostrano, hanno evidenziato l'enorme malaffare diffuso nei comuni di Casal di Principe, Capua, San Marcellino, Mondragone, Villa Literno, nel casertano, e nelle zone di Frattamaggiore, San Giovanni a Teduccio, Acerra, nel napoletano, tutte zone ad alto rischio criminale.
Il movente dell'omicidio pertanto, è strettamente collegato all'attività svolta da Del Prete quale rappresentante provinciale e presidente nazionale del Sindacato Nazionale Autonomo Ambulanti, attività svolta con particolare attivismo tanto da aver denunciato dapprima gli abusi e le irregolarità amministrative riscontrate nel corso delle fiere settimanali fino a spingersi a far luce sulle estorsioni di cui erano sistematicamente vittime i venditori ambulanti.
In particolare, venne accertato che, circa un anno prima, Federico Del Prete aveva presentato una denuncia che aveva consentito l'arresto di Mattia Sorrentino, vigile urbano di Mondragone, per il reato di estorsione a seguito del quale venne instaurato un processo davanti alla seconda sezione penale del tribunale di Santa Maria Capua Vetere, nel cui ambito il denunciante avrebbe dovuto testimoniare proprio il giorno seguente il suo omicidio.
Nel 2009 un pentito di camorra, Antonio Corvino, reo confesso dell'omicidio, è stato condannato a quattordici anni di reclusione. A Mondragone, luogo delle sue battaglie e casa dei suoi assassini, è stata inaugurata, con la partecipazione dell'associazione "Libera", una sede antiracket in suo nome.  Diverse strade nell'agro aversano e nel napoletano hanno il nome di Federico Del Prete.
Nel mese di ottobre 2009 su un terreno confiscato a "Cicciariello" a Santa Maria la Fossa è stata inaugurata l'area mercato Federico Del Prete, grazie anche alla collaborazione del consorzio Agrorinasce con sede in Casal di Principe. In seguito ad una borsa di studio donata da Gennaro Del Prete è stato scritto, nell'anno 2012, il libro A testa alta - Federico Del Prete una storia di Resistenza alla Camorra, edito da Di Girolamo e scritto da Paolo Miggiano.  
Nel mese di novembre 2013, per onorarne la memoria e diffondere i suoi principi, il Cav. Del Prete Dr Gennaro ha dato vita all'associazione di promozione sociale "Mondo Nuovo Federico Del Prete".
Nel mese di febbraio del 2020, il Cav. Del Prete Dr Gennaro  istituisce con Associazione Memoriae, il Premio Nazionale Federico Del Prete e il pittore Renato Cocozza realizza il dipinto "Al mercato"(olio su tela, oggetto di una mostra itinerante).